# Alice Lacroze
Pour les articles homonymes, voir Lacroze.
 (février 2025).
Motif : Absente du Bénézit, est-elle répertoriée dans d'autres sources faisant référence ? Certes, l'absence de notoriété des femmes artistes peut résulter d'un processus effacement, mais il semble que cette artiste n'ait eu que très peu de notoriété de son vivant. Peut-être une note au niveau  de son prix d'art décoratif dans l'article Union des femmes peintres et sculpteurs serait-elle suffisante ?
- Archive Wikiwix
- Bing
- Cairn
- DuckDuckGo
- E. Universalis
- Gallica
- Google
- G. Books
- G. News
- G. Scholar
- Persée
- Qwant
- (zh) Baidu
- (ru) Yandex
- (wd) trouver des œuvres sur Wikidata

| 1. | Préciser le motif de la pose du bandeau. | Précisez le motif de la pose du bandeau en utilisant la syntaxe suivante : {{admissibilité à vérifier\|date=mars 2025\|motif=remplacez ce texte par le motif}}                     |
| 2. | Informer les utilisateurs concernés.     | Pensez à avertir le créateur de l'article, par exemple, en insérant le code ci-dessous sur sa page de discussion : {{subst:avertissement admissibilité à vérifier\|Alice Lacroze}} |

Alice Lacroze, née le 29 septembre 1866 à Paris où elle est morte le 16 juillet 1943, est une peintre française.

## Biographie
Marie Thérèse Alice Lacroze est la fille de Pierre Ernest Lacroze, docteur en médecine, et de Marie Thérèse Julie Richebranques.
Elle expose au Salon à partir de 1897. Peintre de nature morte et aquarelliste à ses débuts, elle s'oriente vers la décoration de meubles et objets (tables, commodes, coffres de mariage, pianos, etc.). Elle expose régulièrement au salon de l'Union des Femmes peintres et sculpteursoù elle remporte le prix d'art décoratif en 1907 pour un piano peint et pyrogravé,.
En 1908, elle est nommée officier d'Académie,.
Elle meurt célibataire à l'âge de 76 ans à son domicile de la rue Lauriston. Elle est inhumée au cimetière du Père-Lachaise.